# Próza
Próza (prosa), výraz pochází z latinského výrazu prósa orátio – tj. řeč hovořící přímo, nerýmovaně, próza je tedy každý psaný text nepsaný ve verších. Jde tedy o běžnou, přirozenou formu psaného textu na rozdíl od „vázané řeči“ čili poezie. Odtud také pojem prozaický v přeneseném smyslu, tedy zhruba „protiklad vznešeného“. S nástupem volného verše v poezii se hranice mezi pojmy poezie a próza ovšem setřely, americký básník T. S. Eliot to komentoval slovy „rozdíl mezi veršem a prózou je jasný, rozdíl mezi poezií a prózou je nejasný“. Třetí samostatnou kategorií vedle poezie a prózy je drama.
Próza se dělí na dvě hlavní skupiny, prózu uměleckou a prózu vědeckou. V běžné řeči, zejména v češtině, se však postupem doby pojem próza stal označením hlavně prózy umělecké (v jiných jazycích tomu tak nutně není), tedy synonymem beletrie (i tento pojem však v češtině měnil v čase význam, původně zahrnoval i poezii). Hlavními žánry umělecké prózy v moderní éře jsou román a povídka, vedlejšími žánry pak novela, fejeton a esej. V minulosti to byly spíše žánry legendy, mýtu či pohádky.
Význam umělecké prózy se zvýšil v době preromantismu a osvícenství. V 19. století se stala rovnocennou poezii a od konce tohoto století je nejrozšířenějším druhem textů.
Píšeme-li prózu, řídíme se při sestavování vět logikou a gramatickými pravidly, text se člení do odstavců, slova, která k sobě významově patří, se neoddělují pauzou apod. Ve zvukové podobě mají věty přirozenou intonaci (např. v oznamovacích větách mluvčí v závěru klesá hlasem) a přízvuky netvoří pravidelné rytmy.

## Vývoj
V počátcích literatury byl text psaný prózou spíše výjimečný a zpravidla se jednalo o odborná (náboženská, historická) nebo vzdělávací díla.
Po vynálezu knihtisku (1445) a nástupu renesance si literatura (resp. autoři) začala klást za cíl oslovit širší čtenářské publikum. To samozřejmě předpokládalo, že knihy bude číst i méně vzdělaná část populace než tomu bylo do té doby, proto byla do prózy převáděna starší veršovaná díla – především eposy a rytířské romány. Období renesance lze tedy označit jako období začátku rozvoje prózy, to však neznamená, že by se próza stala převažující literaturou, naopak byla považována za nižší literární útvar (poměr próza k poezii bývá udáván zhruba jako 2 : 9, toto číslo nelze brát nijak vážně, protože neexistuje žádná statistika vydaných děl, jedná se pouze o odhad).
Tento poměr se vyrovnal zhruba v 18. století a od 19. století je většina děl vydávána v próze. O současné době lze tvrdit, že poezie je prózou stále více zatlačována do ústraní a převaha prózy se zvyšuje.

## Stavba prozaických děl
Je samozřejmě velmi těžké hovořit o nějaké obecné stavbě u takto širokého tématu, pokud se zde hovoří o stavbě myslí se tím, že dochází k zanedbání tak specifických prozaických textů jako jsou např. zákony, dále tento popis neplatí u uměleckých zvláštností jako je např. nový román. Zcela všeobecně lze říci pouze, že stavba prózy vychází z námětu, který nemá s literaturou vůbec nic společného a je důvodem k napsání díla, motivací by měla být mj. i touha něco sdělit, ale v próze se často objevuje fakt, že motivací jsou pouze peníze, to se netýká pouze žánrů typu červená knihovna, ale i klasiků (např. Honoré de Balzac).
Základem díla je příběh – tzv. fabule, což jsou události spojené dohromady určitou dějovou posloupností – tzv. syžet. Příběh může být přerušován vedlejšími, někdy i zcela nesouvisejícími příhodami, s vlastním syžetem. Dobrým příkladem těchto vložených příhod je Jaroslav Hašek, kdy Švejk vypravuje nějaké příhody, které na hlavní děj nemají žádný vliv.
Často se hovoří o autorově stylu, což je vlastně souhrn prostředků, kterými je dílo psáno – např. charakteristika, popis, používání několikanásobných větných členů, zvláštní větná stavba, atp.

## Dělení
Díky rozsáhlosti tohoto pojmu je samozřejmě nutné prózu nějak rozdělit. Za základní lze považovat dělení na prózu:
1. Uměleckou – tím se rozumí text, který je psán nerýmovanou (resp. neveršovanou) formou – tzv. „řečí všedního dne“. Samozřejmě je různě umělecky ztvárňována jednak volbou vhodných slov, používáním spisovného jazyka (neplatí vždy), zvláštní stavbou věty, tím samozřejmě dochází k určité rytmizaci, která může přejít do volného verše.
2. Vědeckou – touto prózou se rozumí specifické druhy literatury, jako jsou vědecká pojednání, návody, publikování nějakého výzkumu
3. Rétorickou – či též řečnickou; politické projevy, soudní řeči, slavnostní projevy, kázání
4. Dokumentární – úřední listiny, zákony, korespondence
5. Publicistickou – žurnalistické články, komentáře, popularizační knihy

Uměleckou prózu lze dělit z mnoha hledisek, nejčastěji jsou používána:

### Dělení podle forem
- román
  - Počátky románu je vzhledem k rozdílným vymezením žánru možné hledat v různých dobách, přičemž existují dva základní názory na věc. První z nich říká, že román vznikl ve starověku, s prapůvodem ve staroegyptském písemnictví a prvním větším rozkvětem v řeckém helénismu, podle druhého vymezení je román původně raněnovověký měšťanský žánr.[2] Ve starověké řecké literatuře vznikala díla románového charakteru od 4. století př. Kr., z většiny z nich však do moderní doby přežily pouze názvy. Nejstarším z dochovaných textů je Charitónův román O věrné lásce Chairea a Kallirhoy z 1. století.[3] Z románů starověké římské literatury zůstaly zachovány fragmenty Petroniova románu Satirikon z 1. století a Apuleiův román Zlatý osel z 2. století. Koncem středověku získal v evropské kultuře vliv rytířský román, ten byl ovšem nejprve veršovaný, až později prozaický. V reakci na něj se rozvíjel burleskní román (Rabelaisův Gargantua a Pantagruel) a pikareskní román.[4] Užší chápání uznává jako román pouze moderní román. Za první moderní román bývá označován Důmyslný rytíř Don Quijote de la Mancha Miguela de Cervantese y Saavedry, nebo Život a zvláštní podivná dobrodružství Robinsona Crusoa, námořníka z Yorku Daniela Defoea.[5] Útvary připomínající román byly v historii psány i mimo evropskou kulturu, v Japonsku, Číně nebo Indii.[6] Jako první román v historii (popřípadě první realistický román) bývá někdy uváděn Příběh prince Gendžiho napsaný japonskou dvorní dámou Murasaki Šikibu v roce 1007 a vypravující příběh císařova levobočka a jeho hledání životní lásky.[7]
- novela
  - Kratší, sevřenější vyprávěcí útvar, bez odboček a esejistických pasáží. Přes kořeny ve starší (antické i mimoevropské) tradici je za zakladatele žánru i označení pokládán italský renesanční spisovatel Giovanni Boccaccio, autor sbírky sta novel nazvané Dekameron. Toto dílo bylo mimořádně vlivné a významné, a termín i forma se proto brzy rozšířily (dalším významným renesančním dílem je sbírka Příkladných novel Miguela Cervantese či Canterburské povídky Geoffreyho Chaucera). Po skončení renesance nastal v žánru výrazný útlum. Novela se do centra dění znovu dostává v preromantismu (Chateaubriandova Atala), romantismu (Puškinova Kapitánská dcerka) i realismu (Maupassantův Miláček).
- povídka
  - Je kratší než román i novela, zachycuje obvykle jeden vybraný moment života, nikoli delší komplexní příběh. Žánr povídky ve své moderní podobě vznikl až v 19. století. Tehdy byl nejvíce oblíben v americkém prostředí, které umělo více ocenit stručnost a přímočarost. V USA se žánru věnovali autoři jako Nathaniel Hawthorne, Edgar Allan Poe, ve 20. století pak Mark Twain, Francis Scott Fitzgerald. V evropské literatuře stála povídka dlouho ve stínu románu. Ranými povídkáři se v Rusku stali Alexandr Sergejevič Puškin, Nikolaj Vasiljevič Gogol, po nich pak Anton Pavlovič Čechov a Ivan Bunin. Ve Francii patří k velkým jménům Prosper Mérimée a Guy de Maupassant.
- fejeton
  - Žánr na rozhraní žurnalistiky a literatury. Jde o krátké zamyšlení, povětšinou psané v lehkém, někdy až humoristickém stylu. Častými nástroji jsou nadsázka, ironie, sarkasmus. Autor je hodně subjektivní, mluví za sebe, často vypráví své osobní zážitky. Fejetony píší novináři (obvykle ti zkušenější, v Česku se specialistou stal Rudolf Křesťan), profesionální spisovatelé (v Česku Jan Neruda, Karel Čapek, Jaroslav Hašek, Karel Poláček či Ludvík Vaculík, ve světě Victor Hugo, Heinrich Heine nebo Gotthold Ephraim Lessing) nebo jsou o pokus o fejeton požádáni různí známí lidé. Takové pokusy ovšem někdy končí nerespektováním pravidel žánru a poklesem ke komentáři, glose či poznámce, čili žánrům čistě publicistickým, které již nespadají do umělecké prózy, ale do prózy publicistické.
- romaneto
  - Pojem vymyslel Jan Neruda, aby pojmenoval krátké prózy Jakuba Arbese. Jde v zásadě o novely, typické jsou pro ně ovšem dramatický děj a fantastické motivy. V zahraničí se obvykle užívá pojem „povídky s tajemstvím“. Arbesovy texty se od novel odlišovaly i úvahovými pasážemi, proto Neruda zvolil novotvar. Prvním romanetem byl Arbesův Ďábel na skřipci uveřejněný poprvé v časopise Květy roku 1865. Mezi válkami psal v tomto stylu Ladislav Klíma (Utrpení knížete Sternenhocha).
- esej
  - Pojem do literatury a filozofie zavedl Michel de Montaigne, aby pojmenoval úvahu, která hledá nějaký nový, neotřelý pohled, často až riskantním způsobem (proto pojem esej, který by se dal přeložit jako „pokus“).[8] Očekává se rovněž, že autor takový myšlenkový pokus vyvede ve vysoké jazykové a stylistické kvalitě. Téma je často společenské. Autoři do žánru přicházejí z různých zdrojů, často jde o filozofy, spisovatele nebo vědce, avšak u filozofů se očekává, že nepůjde o klasickou filozofickou stať, a stejně tak by vědec neměl předvést vědecký článek, a to ani popularizační. Prostředky by měly být literárnější, téma oslovující širší publikum a myšlenky v nějakém smyslu odvážné. Tyto Montaignovy nároky ovšem splňoval v historii málokdo, proto se esej stal časem synonymem jakékoli úvahy, zvláště v anglosaském prostředí.
- pohádka
  - Původně útvar lidové slovesnosti, který byl v interakci s nejstarší literární tradicí – je prokázáno, že evropské pohádky mají zdroj kupříkladu ve sbírce staroindických bajek Pančatantra (zhruba z doby 300 př. n. l.) nebo dokonce již v Eposu o Gilgamešovi, tedy jedné z nejstarších literárních památek vůbec. Lidová slovesnost motivy ze starých textů uchovávala a postupně upravovala. Pohádka jako literární žánr vzniká s průkopnickým dílem Charlese Perraulta Pohádky matky Husy.[9] Tato sbírka lidových evropských pohádek vyšla roku 1696. Krátce na to byla zkompilována sbírka arabských pohádek Tisíc a jedna noc.[10] Nová vlna zájmu o žánr přišla v 19. století s romantismem, zásadní roli zde sehráli bratři Grimmové.[11] Posléze se někteří autoři rozhodli, že použijí žánrová pravidla útvaru a dodají nový, autorský obsah. Průlomovým se v tomto smyslu stalo dílo Hanse Christiana Andersena.[12] Jeho úspěch otevřel cestu dalším autorům jako byly Carlo Collodi (Pinocchiova dobrodružství), Lewis Carroll (Alenka v říši divů), Alan Alexander Milne (Medvídek Pú), Antoine de Saint-Exupéry (Malý princ). Tito autoři využily fantasknost klasické pohádky a rozvinuly ji. Později si autoři začali se žánrem pohrávat různými způsoby, často přidávali humor, ba parodičnost (například Karel Čapek a jeho Devatero pohádek).
- báje a mýtus
  - Prastarý žánr, který získal psanou formu již ve starých eposech stojících na počátku literární tradice (v Evropě zejména Homérova Ilias a Odysseia). Později začal být vnímán jako archaický a motivy se spíš rozpouštěly v lidových pohádkách. Zájem o mýtus obnovili romantici 19. století, ve 20. století velký zájem teoretický projevila psychologie (Carl Gustav Jung, Bruno Bettelheim), lingvistika (Vladimir Jakovlevič Propp) a religionistika (Mircea Eliade). Někteří autoři počátku 20. století se ovšem rozhodli žánr obnovit a začít psát mýty nové – k průkopníkům patřili zejména John Ronald Reuel Tolkien (Hobit, Pán prstenů) a Clive Staples Lewis (Letopisy Narnie). Pro odlišení od žánru pohádky, od mýtů klasických a také od sci-fi se jejich stylu začalo říkat fantasy. Na konci 20. století se zvedl o „nové mýty“ velký zájem, čehož využily autoři jako Joanne Rowlingová (Harry Potter), George R. R. Martin (Píseň ledu a ohně) nebo Andrzej Sapkowski (Zaklínač).

### Podle literárních stylů
Další populární dělení se vztahu k literárnímu stylu jakým je dané dílo napsáno, zde lze rozlišovat např. styly:
- humanismus
- manýrismus
- baroko
- klasicismus
- osvícenství
- preromantismus
- romantismus
- realismus
- naturalismus
- modernismus
- parnasismus
- impresionismus
- dekadence
- expresionismus
- surrealismus
- existencialismus
- magický realismus
- postmodernismus

### Podle žánrů
Vedle prózy hlavního proudu (mainstreamu), existuje i tzv. žánrová próza, v níž autor neklade takový důraz na uměleckost vyjádření, autorskou autenticitu či originalitu formy, ale snaží se naopak dodržet pravidla některého z tradičních žánrů, a to povětšinou populárních. K hlavním větvím žánrové literatury patří především detektivka a krimi, literatura pro děti, sci-fi a fantasy, horor a thriller, humoristická literatura, western, dobrodružná literatura, červená knihovna, někdy je k žánrové literatuře počítán i komiks, který stojí na rozhraní výtvarného umění. Žánry se pak často štěpí na podžánry (jako gotický horor, noir, historická detektivka, dystopická sci-fi, superhrdinský komiks, právnický thriller, špionská nebo válečná dobrodružná literatura, literatura pro dospívající, parodie apod.) a fúzují (dětská fantasy, humoristická sci-fi apod.). Za okrajovější žánrovou literaturu lze označit i literární pornografii. Hraničním jevem je také literatura faktu. Některé žánry se omezují jen na určité kulturní okruhy, například v anglosaském světě je populární tzv. motivační literatura, neboli „inspirational fiction“ (např. Slepičí polévka pro duši). Je zcela pravidelným zjevem, že i díla vysoké literatury si postupy žánrové literatury vypůjčují a ozvláštňují je, v literární postmoderně se pak takový postup stal takřka programovým – Jméno růže Umberta Eca tak bylo například napsáno jako detektivka. Není neobvyklé, že některá díla, která jsou zpočátku vnímána jen jako žánrová, jsou do vysoké literatury dodatečně „vyzvednuta“ kritickou reflexí (např. Haškovy Osudy dobrého vojáka Švejka za světové války nebo Rabelaisův Gargantua a Pantagruel). Ke klasikům patří v detektivce Arthur Conan Doyle (Sherlock Holmes), Agatha Christie či George Simenon (komisař Maigret), v literatuře pro děti Astrid Lindgrenová (Děti z Bullerbynu, Pipi Dlouhá punčocha), ve sci-fi Jules Verne, H. G. Wells, Arthur C. Clarke, v dobrodružné literatuře Robert Louis Stevenson nebo Herman Melville, v hororu a thrilleru Bram Stoker nebo Stephen King, v komiksu Stan Lee, v humoristické literatuře Oscar Wilde nebo Jerome K. Jerome. Své klasiky mají i jednotlivé podžánry – špionská dobrodružná literatura Iana Fleminga či Johna le Carré, humoristická sci-fi Douglase Adamse (Stopařův průvodce po Galaxii) a Terryho Pratchetta (Zeměplocha), noirová detektivka Raymonda Chandlera nebo Jo Nesboa (tzv. scandinoir), dystopický komiks Alana Moora (V jako Vendeta) atp.